# Минчев, Георги (коммунист)
Георги Иванов Минчев (1907—1942) — болгарский коммунистический деятель, участник  болгарского движения Сопротивления в годы Второй мировой войны.

## Биография
Георги Иванов Минчев родился 1 октября 1907 года в селе Медово. В 1927 году он вступил в болгарский Рабочий молодёжный союз, в 1929 году — в Болгарскую коммунистическую партию. Начиная с 1936 года, Минчев работал в коммунистических партийных организация в Старой-Загоре. В 1937 году был арестован, содержался под стражей до января 1941 года.
После освобождения Минчев принимал участие в болгарском движении Сопротивления. С июля 1941 года он входил в состав руководства Центральной военной комиссии при Центральном комитете Болгарской рабочей партии. В 1942 году был арестован в числе ряда своих товарищей по партии вследствие предательства и отдан под трибунал. 23 июля 1942 года трибунал приговорил 12 наиболее активных фигурантов (в том числе Георги Минчева, Антона Иванова, Антона Попова, Атанаса Романова, Петра Богданова и Николы Вапцарова) к смертной казни через расстрел. Приговор был приведён в исполнение в тот же день на софийском стрельбище.